# 1889 in Italia

## Situazione

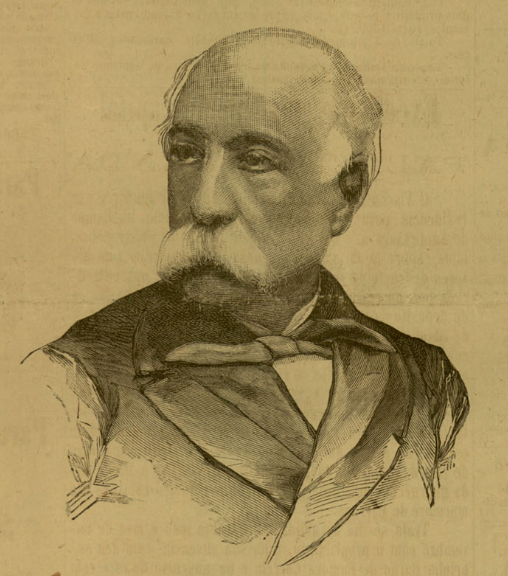
Francesco Crispi

- Il capo dello stato è re Umberto I (1878–1900)
- Il capo del governo è Francesco Crispi (1887–1891)

- La popolazione totale del Regno era di 31 325 000 abitanti[1].

- L'aspettativa di vita nel 1888 era di 39.1 anni[2].

A causa della guerra tariffaria con la Francia, la fiducia delle imprese fu minata e nel 1889 scoppia la bolla immobiliare. Tre banche torinesi, gravemente coinvolte nella speculazione edilizia a Roma, falliscono. I piccoli risparmiatori perdono diverse centinaia di milioni di lire e 80 000 lavoratori edili, per lo più immigrati, si trovano disoccupati.  Nel febbraio del 1889 alcuni di loro si ribellano

## Avvenimenti

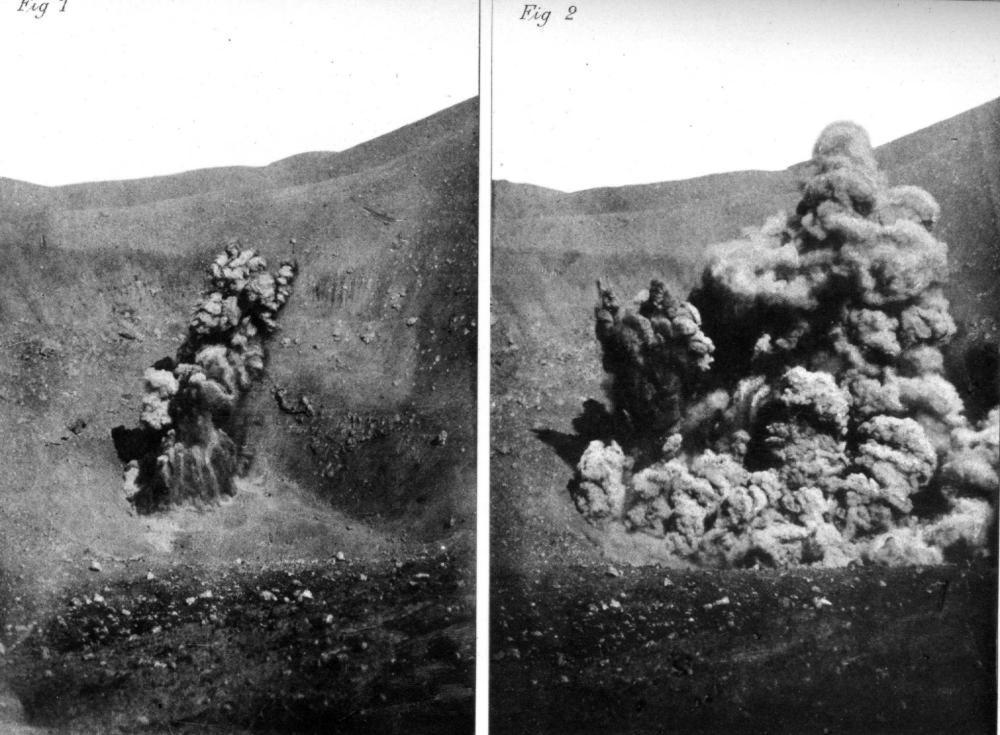
Eruzione dell'isola di Vulcano dal 3 agosto 1888 al 22 marzo 1890. Fotografia del 21 settembre 1889.

- 8 febbraio e 7 aprile: si instaura un protettorato italiano sul sultanato dei Migiurtini (capitale Alula) in Somalia[5].

- 9 marzo: il presidente del consiglio Francesco Crispi si dimette dopo un dibattito sulla politica finanziaria del governo. Nasce, in seguito a un rimaneggiamento, il Governo Crispi II; Giovanni Giolitti deviene ministro del tesoro e più tardi, il 14 settembre assume anche l'interim delle finanze[6]. Questo governo istituisce, tramite regio decreto (R.D. 10 marzo 1889 n. 5973) il "Ministero delle poste e dei telegrafi", scorporato dal Ministero dei lavori pubblici.

- 18 marzo: a Messina nasce il primo Fascio siciliano, fondato da Nicola Petrina, che sarà arrestato nel luglio dello stesso anno[7]. Il movimento socialista dei Fasci Operai Siciliani, composto principalmente da braccianti agricoli, si sviluppò nel contesto della guerra tariffaria tra Italia e Francia, che ostacolava le esportazioni di vini siciliani[8].

- 10 aprile: a Torino viene inaugurata la Mole Antonelliana[9].

- 2 maggio: il trattato di Uccialli (o Wuchale) stabilisce il teorico protettorato dell’Italia sull’Etiopia. Menelik II, appoggiato dalle truppe italiane, che aveva negoziato con il negus Giovanni IV un diritto di successione, consacre la penetrazione dell’Italia in Eritrea, a nord del Mareb. Roma riconosce il nuovo imperatore il 1° ottobre[10][11].

Lo scopo del trattato era promuovere l'amicizia e il commercio tra i due paesi.
L'articolo 17 del trattato fu tradotto e interpretato in modo diverso da Etiopia e Italia. L'Italia sosteneva che l'articolo imponesse un protettorato all'Etiopia.
- Nel giugno 1889 le ispezioni della Banca Romana da parte di una commissione governativa hanno rivelato gravi irregolarità nella sua amministrazione e nei suoi conti e che il 91 per cento delle attività della banca era senza copertura

Il primo ministro Francesco Crispi e il ministro del Tesoro Giovanni Giolitti erano a conoscenza del rapporto ispettivo governativo del 1889, ma temevano che la divulgazione potesse minare la fiducia del pubblico e lo soppressero. Le ispezioni seguirono alla sospensione dei pagamenti di tre banche torinesi, gravemente coinvolte in speculazioni edilizie a Roma.

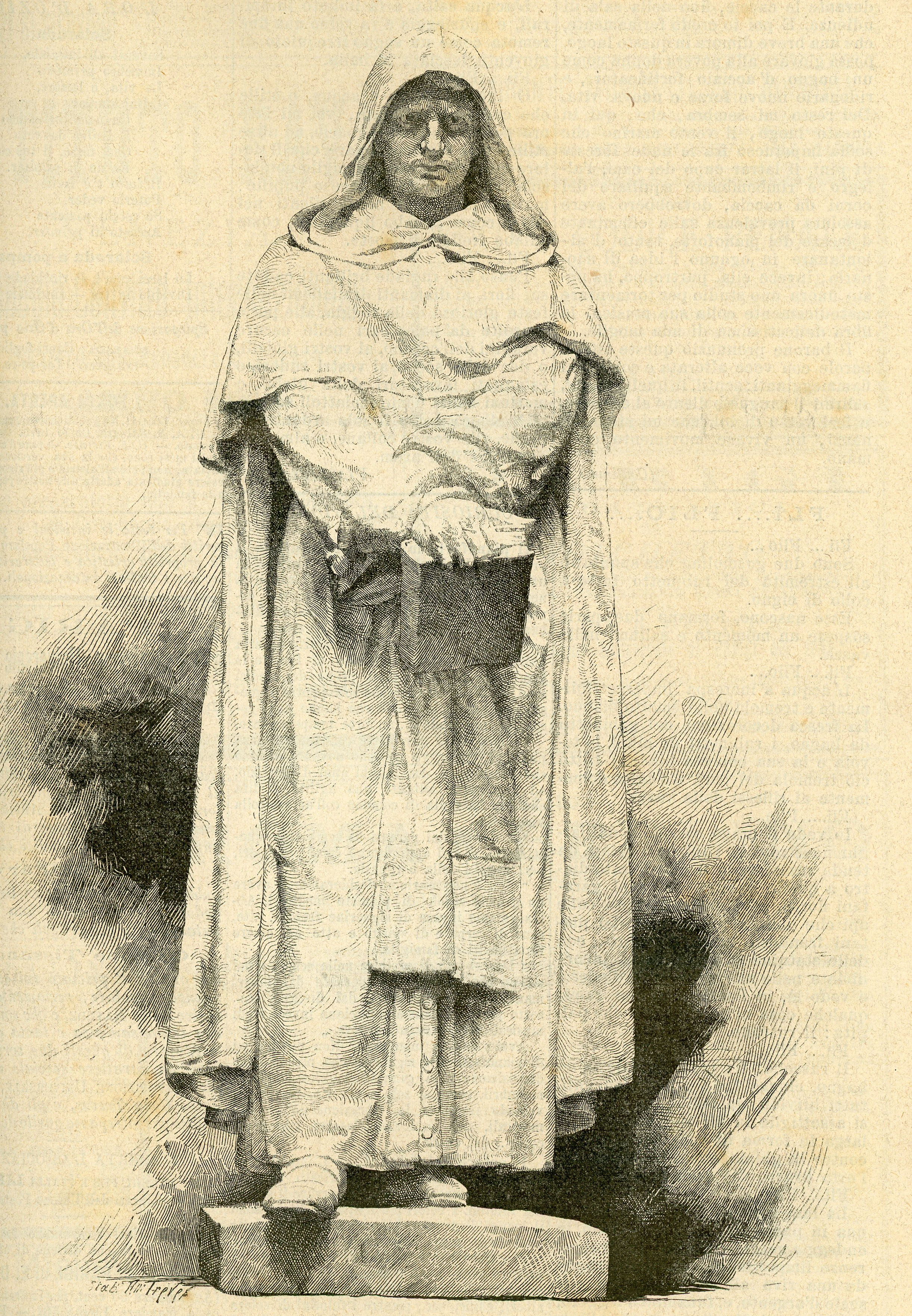
Giordano Bruno, statua d'Ettore Ferrari. L’illustrazione popolare, Milano, 1889.

- 9 giugno: a Campo de' Fiori a Roma è inaugurato il monumento a Giordano Bruno, opera di Ettore Ferrari, dedicato alla memoria di Giordano Bruno, vittima, nel 1600, dell'Inquisizione. Il monumento ravviva l'antagonismo tra Italia e Vaticano[14].

- 11 giugno: secondo la tradizione, il pizzaiolo napoletano  Raffaele Esposito inventa la Pizza Margherita, nome coniato in onore della regina Margherita di Savoia, che l'assaggia per la prima volta durante la sua visita a Napoli[15][16]

- 30 giugno: l’Italia adotta un nuovo codice penale, detto codice Zanardelli, che comporta in particolare l'abolizione della esecuzione capitale e il riconoscimento del diritto di sciopero[17][18].

Entra in vigore dal 1 gennaio 1890.
- 2 agosto: gli italiani occupano Asmara, sulla costa del mar Rosso, che diviene presto la capitale della  province d'Eritrea[11].

- 29-30 settembre: avviene un incidente ferroviario in una galleria tra le stazioni di Ariano di Puglia e Pianerottolo. Lo scontro tra due treni provoca tre morti[19][20].

- 9 novembre: nasce il quotidiano La Voce del popolo a Sušak, vicino a Fiume[21].

- 11 ottobre: Francesco Crispi, nella sua qualità di ministro degli Esteri chiede agli ambasciatori italiani di informare le potenze che l'Italia ha posto l'Etiopia sotto il suo protettorato in base al trattato di Uccialli[11].

- 25 dicembre: legge con cui l'Italia rinuncia alla guerra tariffaria con la Francia dal 1° gennaio 1890[22].

## Cultura

### Archeologia
- Viene istituito, con legge del 7 marzo 1889, il Museo Nazionale Romano. La prima sede è alle Terme di Diocleziano.
- Viene trovato l'ipogeo dei Cristallini; il barone Giovanni di Donato, durante uno scavo nel suo palazzo, in via dei Cristallini, nel rione Sanità, si imbatte in uno degli ipogei. Le indagini archeologiche, che durarono fino al 1896, ne portarono alla luce quattro[23][24].

### Architettura

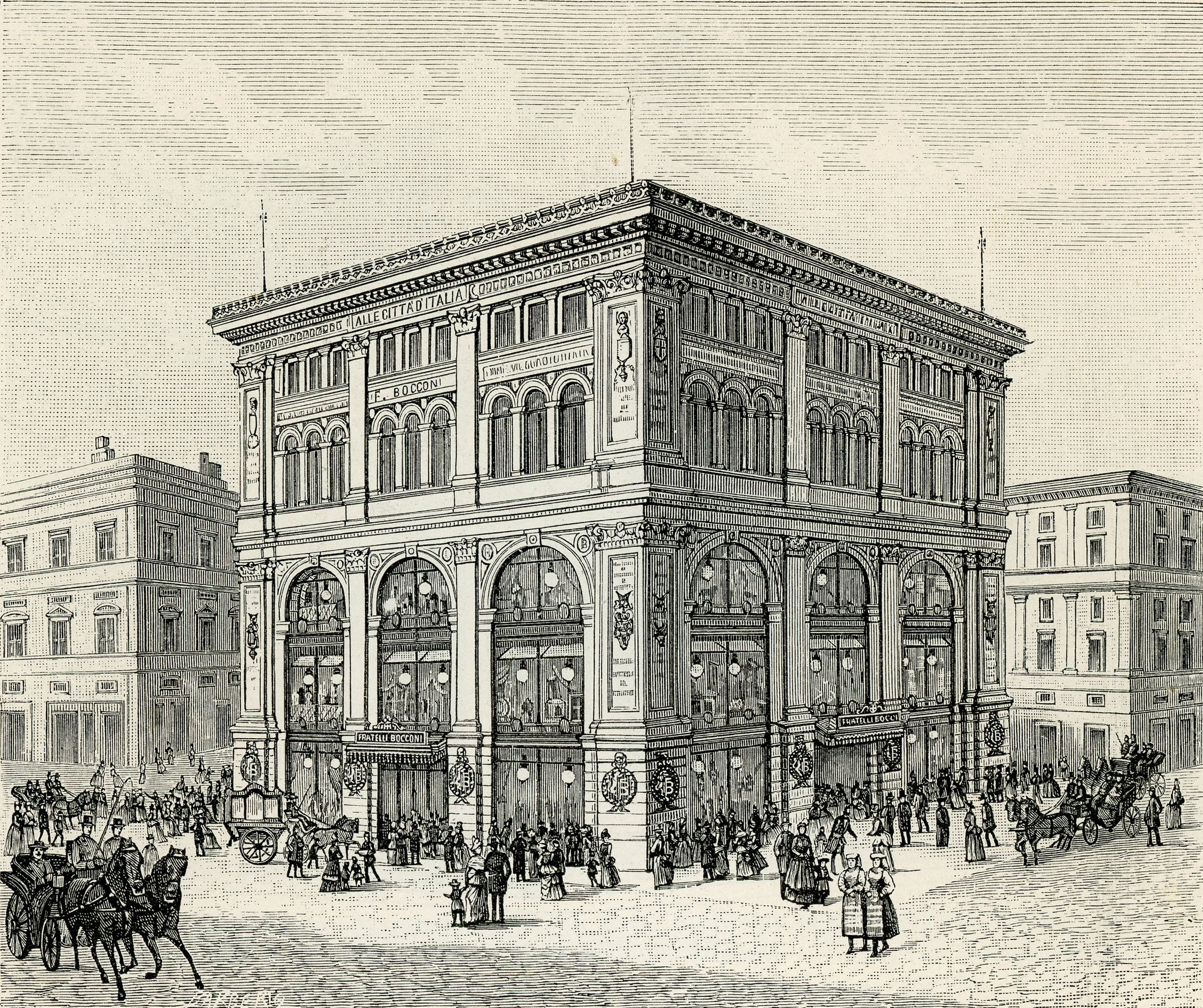
Palazzo Bocconi

- a Roma terminano i lavori per la costruzione di Palazzo Bocconi, iniziati nel 1886 dall'architetto Giulio De Angelis con l'utilizzo della nuova tecnologia dell'uso del metallo per costruzioni, per i fratelli Luigi e Ferdinando Bocconi, proprietari del grande magazzino "Aux villes d’Italie"[25][26].

- A Milano iniziano i lavori per costruire il  Palazzo della Società Italia, uno dei più imponenti di via Dante, strada aperta a partire dal 1888;  il palazzo è frutto del progetto di Luigi Broggi in collaborazione con l'allora giovane Giuseppe Sommaruga[27].

### Editoria
- A Firenze il 9 luglio 1889 si costituisce la casa editrice R. Bemporad & figlio, che inizia l'attività con la pubblicazione de Le avventure di Pinocchio. Storia di un burattino, di Carlo Collodi[28].

### Letteratura
Sono pubblicati:
- Il Piacere di Gabriele d'Annunzio:
- Mal giocondo, una raccolta di poesie di Luigi Pirandello, il suo esordio nella letteratura.
- Stelle de Roma. Versi romaneschi, primo volume autonomo di Trilussa,  appena diciottenne
- La giovinezza, autobiografia di Francesco De Sanctis (1817-1883), pubblicata postuma a cura di Pasquale Villari
- Ermanno Raeli, romanzo di Federico De Roberto.
- Mastro-don Gesualdo, romanzo di Giovanni Verga.

### Musica
- 21 aprile: debutta, alla Scala di Milano, Edgar, la seconda opera di Giacomo Puccini, composta su libretto di Ferdinando Fontana[29].

### Pittura
- Vittore Grubicy de Dragon dipinge il Fiumelatte dal sottopassaggio della ferrovia ed Estate su Lago di Como, due olii.

### Sport
- a Roma nasce la Società Romana di Nuoto per iniziativa di Romano Guerra.[30].